# Aristóteles Onassis
Aristóteles Sócrates Onassis (en griego: Αριστοτέλης Σωκράτης Ωνάσης; Esmirna, Imperio otomano, 20 de enero de 1906-Neuilly-sur-Seine, Francia, 15 de marzo de 1975) fue un magnate griego-argentino. Amasó la mayor flota naviera de propiedad privada del mundo y fue uno de los hombres más ricos y famosos del mundo. Estuvo casado con Athina Mary Livanos, mantuvo una larga relación con la cantante de ópera Maria Callas y luego también estuvo casado con la ex primera dama estadounidense Jacqueline Kennedy.
Onassis nació en Esmirna, en el Imperio otomano, actual Turquía, de padres griegos, pero tras la guerra greco-turca, su familia, al ser de procedencia griega, fue parte del intercambio de poblaciones entre Turquía y Grecia, yendo a vivir a este último país en 1922. Se mudó a Argentina en 1923 y se estableció como comerciante de tabaco y más tarde propietario de un naviero durante la Segunda Guerra Mundial. Al mudarse a Mónaco, Onassis luchó contra el Príncipe Raniero III por el control económico del país a través de su propiedad de la compañía SBM (Société des Bains de Mer) y su casino en Montecarlo. A mediados de la década de 1950, buscó asegurar un acuerdo de envío de petróleo con Arabia Saudita y participó en expediciones balleneras. En la década de 1960, Onassis intentó establecer un gran contrato de inversión (el Proyecto Omega) con la junta militar griega y vendió Olympic Airways, que había fundado en 1957. Quedó muy afectado por la muerte de su hijo, Alexander, en 1973 y murió dos años después.

## Biografía
Aristóteles Sócrates Onassis nació en 1906 en Karataş, un suburbio de la ciudad portuaria otomana de Esmirna (actualmente İzmir, Turquía), en Anatolia, de padres griegos, Sócrates Onassis y Penélope Dologlou. Aristóteles tenía una hermana, Artemisa, y dos hermanastras, Kalliroi y Merope, del segundo matrimonio de su padre tras la muerte de Penélope (1912). Sócrates Onassis se convirtió en un próspero empresario naviero y envió a sus hijos a prestigiosas escuelas. Cuando Aristóteles se graduó en la Escuela Evangélica Griega local a los 16 años, hablaba cuatro idiomas: griego (su lengua materna), turco, español e inglés.
Esmirna fue ocupada por Grecia (1919-1922) tras la victoria de los Aliados en la Primera Guerra Mundial, pero luego fue retomada por Turquía durante la guerra greco-turca (1919-1922). Las importantes propiedades de la familia Onassis se perdieron, lo que provocó que se convirtieran en refugiados que huyeron a Grecia tras el gran incendio de Esmirna en 1922.

## Anatolia
Tras ser ocupada brevemente por Grecia entre 1919 y 1922, después de la victoria aliada en la Primera Guerra Mundial, la ciudad fue recuperada por Turquía y las propiedades de la familia Onassis se perdieron, forzándola a regresar a Grecia como refugiados.Durante este periodo, Onassis perdió a tres tíos: una tía y su marido, Chrysostomos Konialidis; y su hija, que murieron quemados en una iglesia de Akhisar donde 500 cristianos buscaban refugio del Gran Incendio de Esmirna. La catástrofe de Asia Menor de 1922 fue devastadora para la familia Onassis. Su padre fue encarcelado y sus negocios pasaron a manos turcas. El resto de la familia huyó a Grecia, donde tuvieron que alojarse en un campo de refugiados al aire libre.

## Argentina
En 1923, Onassis regresó a Estambul con 250 dólares en el bolsillo. En agosto de ese año, llegó a Buenos Aires, Argentina, con pasaporte Nansen, y consiguió su primer empleo como operador telefónico en la compañía británica United River Plate Telephone Company, mientras seguía estudios de comercio y administración portuaria en Aduanas Argentinas. Más tarde se convirtió en empresario, creando una compañía argentina de importación y exportación, emprendiendo negocios por su cuenta y amasando una fortuna importando tabaco anglo-turco a Argentina. Según se dice, le dijo a Maria Callas que hizo su fortuna en Buenos Aires formando una compañía naviera utilizada para el tráfico de heroína. Obtuvo la nacionalidad argentina en 1929. Con el tiempo, estableció su primera empresa de comercio marítimo en Buenos Aires, Astilleros Onassis. Tras ganar su primera fortuna en Argentina, expandió su negocio naviero por todo el mundo y se trasladó a Nueva York, Estados Unidos, donde construyó su imperio de negocios navieros mientras mantenía oficinas en Buenos Aires y Atenas. Su legado en Buenos Aires fue la creación de un imperio naviero y de un Fondo de Cultura Helénica que proporcionaba becas para jóvenes y un programa de intercambio académico internacional entre Argentina, Grecia, Mónaco y Estados Unidos; los programas están financiados y administrados por la Fundación Onassis y fueron finalmente dirigidos por su hija Christina Onassis.

## Negocios
En Buenos Aires, aparentemente falsificó su edad en su documento de identidad para «envejecer» seis años y estar en condiciones legales de trabajar como empresario. Dos familias de Buenos Aires fueron su relación más cercana: la familia Gaona y la familia Dodero, a los cuales en diferentes instancias de su vida estuvo muy ligado. Con quien estrechó grandes lazos, que estaba ligado al negocio del tabaco, por su propia familia Gaona, fue Enrique Gaona, así como también su esposa, Teresita Gondra del Campo de Gaona. Ambos supieron brindar la contención y el espacio para que Aris, como ellos afectuosamente lo llamaban, pudiera abrirse espacio en la sociedad de Buenos Aires y las oportunidades que eso representaba para Onassis. 

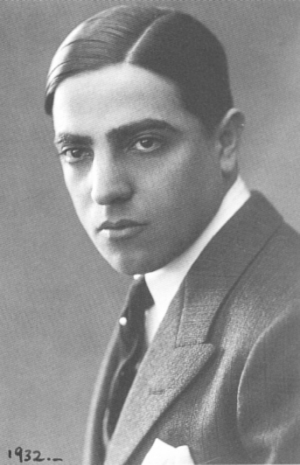
Onassis en 1932.

Al poco tiempo, las ganancias de Onassis se tornaron más significativas y, con la ayuda de su padre, que permanecía en Grecia, se aventuró en la importación de tabaco turco, cuyo consumo entre las mujeres se puso de moda en los años 20, por mediación de una actriz de cine y modelo ítalo-argentina, Pelegrina Pastorino "Pele", pues Aristóteles era amigo íntimo de Pele Pastorino y la llevaba a los restaurantes de la socialeté Argentina y la sedujo para que fumase en público, lo cual era un tabú, pues las mujeres en ese tiempo no fumaban cigarrillos. Su contacto con su tierra natal aumentó, y decidió volver de paso, pero se mantuvo desarrollando su negocio argentino en la exportación de tabaco. Para ampliar su capacidad de transporte de tabaco compró dos barcos en Canadá. Al regresar a Buenos Aires, con la ayuda de la familia Dodero, registra su primera empresa naviera, Astilleros Onassis. En la década de los 30 se inició en la industria naval y, a la edad de veinticinco años, ganó su primer millón de dólares. Hacia 1932, Aristóteles se había convertido en un hombre de negocios que contaba con buques, petroleros y balleneros, por lo cual expande su empresa a nivel mundial, creando una oficina en la ciudad de Nueva York.
Posteriormente a un problema burocrático en el puerto de Róterdam, Onassis cambió la bandera de sus barcos, ahora con registro de Panamá. La toma de esa medida posibilitó que los trámites como número de tripulantes, impuestos y tipo de carga pasaran a ser resueltos con más rapidez, abaratando sus procesos. Creativo, conseguía préstamos bancarios asiduamente, con lo cual aumentaba el tamaño de su flota.

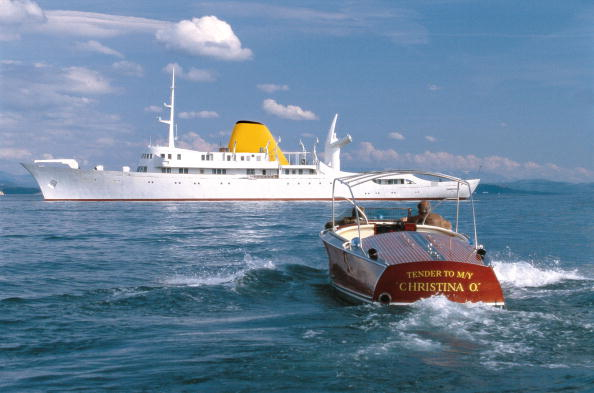
El yate oceánico de Onassis, Christina.

Siguiendo el principio O.P.M. (Other People Money, "el dinero de otros") inventado por el comerciante, naviero e inversor inmobiliario Daniel Ludwig, Onassis, dueño de una pequeña flota de barcos mercantes viejos comprados al ejército estadounidense, en su mayoría, con la cual hacía transportes para una compañía petrolífera, convenció a la Metropolitan Life Insurance Company de que le hiciera un préstamo de 40 millones de dólares para la construcción de barcos nuevos, ofreciendo como garantía su contrato con la petrolera. El préstamo sería de la misma duración que su contrato con la petrolera. Onassis evocaba a menudo aquel episodio crucial en su carrera: «Era como si le prestaran dinero a alguien que se proponía alquilarle una propiedad a Rockefeller. Que la casa tuviera agujeros en el techo no tenía importancia alguna, si Rockefeller consentía en alquilarla; con eso le bastaba al prestamista». En 1939 poseía una flota de petroleros, con la cual sostiene a los aliados.
Durante el auge del petróleo en la década de 1950, Onassis mantuvo conversaciones finales con el rey de Arabia Saudita para asegurar un acuerdo de transporte en petroleros. Dado que la Arabian-American Oil Co. (actualmente, Saudi Arabian Oil Company, pero aún conocida como Aramco) tenía el monopolio del petróleo saudí mediante un acuerdo de concesión, el gobierno estadounidense se alarmó por el acuerdo de los petroleros. En 1954, una política específica de Estados Unidos para Arabia Saudita, además de reforzar la «posición especial» de Estados Unidos, era tomar «todas las medidas apropiadas para lograr la cancelación» de un acuerdo entre el gobierno saudí y Onassis para transportar petróleo saudí en sus petroleros y «en cualquier caso, hacer que el acuerdo no tuviera efecto». El acuerdo habría puesto fin al control monopolístico del petróleo de Arabia Saudita por parte de las compañías petroleras estadounidenses, pero el gobierno de este país se opuso.
En 1954, Onassis había sido investigado por el FBI por fraude contra el gobierno estadounidense. Se le acusaba de haber violado una disposición según la cual todos los buques con bandera de Estados Unidos debían pertenecer a ciudadanos de ese país. El magnate finalmente se declaró culpable, y pagó una multa de 7 millones de dólares. En 1957, fundó Olympic Airways (hoy Olympic Airlines), la primera línea aérea de bandera griega.
La etapa de Onassis al frente de Olympic Airways se conoce como una época dorada, gracias a las inversiones que realizó en formación y la adquisición de tecnología de vanguardia. Por ejemplo, en 1959, firmó un acuerdo con De Havilland para la compra de cuatro aviones Comet 4B. 
Durante 1974, el último año de la participación de Onassis en la compañía, Olympic Airways transportó 2,5 millones de pasajeros y contaba con una plantilla de 7.356 personas. En aquel momento, su propiedad de Olympic Airways lo convirtió en uno de los dos únicos hombres en el mundo en poseer una aerolínea privada, junto con Howard Hughes, dueño de Trans World Airlines (TWA).
La alta rentabilidad de la flota de Onassis se ha atribuido en gran parte a su desprecio por las normas que rigen normalmente el transporte marítimo internacional. Por ejemplo, después de que su petrolero SS Arrow, registrado en Liberia, encallara y vertiera petróleo en Chedabucto Bay, Nueva Escocia, en 1970, lo que sigue siendo el vertido de petróleo más importante de la costa este de Canadá (aproximadamente el 25% de la cantidad vertida por el Exxon Valdez en Alaska en 1989), se creó una Comisión de Investigación. Dirigida por Patrick McTaggart-Cowan, director ejecutivo del Consejo Científico de Canadá, la Comisión descubrió que el SS Arrow había estado operando con casi ninguno de sus equipos de navegación reparables: «el radar había dejado de funcionar una hora antes de que el barco chocara; la ecosonda llevaba dos meses sin funcionar; y el girocompás... tenía un error permanente de tres grados al oeste. El oficial de guardia en el momento del accidente, el tercer oficial del barco, «no tenía licencia» y ninguno de los tripulantes tenía conocimientos de navegación, excepto el capitán, «e incluso hay dudas sobre su capacidad».

## Matrimonios y descendencia
En lo que se refiere a su vida personal, Onassis se casó el 28 de diciembre de 1946 con Athina Mary Livanos, hija del magnate naviero Stavros Livanos. Para muchos fue un matrimonio muy conveniente para Onassis, ya que aprendió el negocio naviero a costa de Livanos. Con ella tuvo dos hijos, Alexander (1948-1973) y Christina (1950-1988), ambos nacidos en Nueva York.
A pesar de que ambos estaban oficialmente casados, Onassis mantuvo un sonado romance con la diva de la ópera María Callas, también griega. De acuerdo con el libro Greek Fire: The Story of Maria Callas and Aristotle Onassis, de Nicholas Gage, producto de su relación con Onassis, Callas dio a luz a un niño el 30 de marzo de 1960, que vivió pocas horas. Callas intentó repetidamente casarse con el magnate, pero sus contratos artísticos se lo impidieron. La vida bastante disipada de Aristóteles Onassis, hasta antes de la llegada de Kennedy, transcurría entre cruceros con invitados del mundo del espectáculo y la nobleza europea, en su yate de lujo, Christina, por el Mediterráneo, el mar Egeo y la Costa Azul, la isla privada de Skorpios y sus negocios que dirigía a distancia.

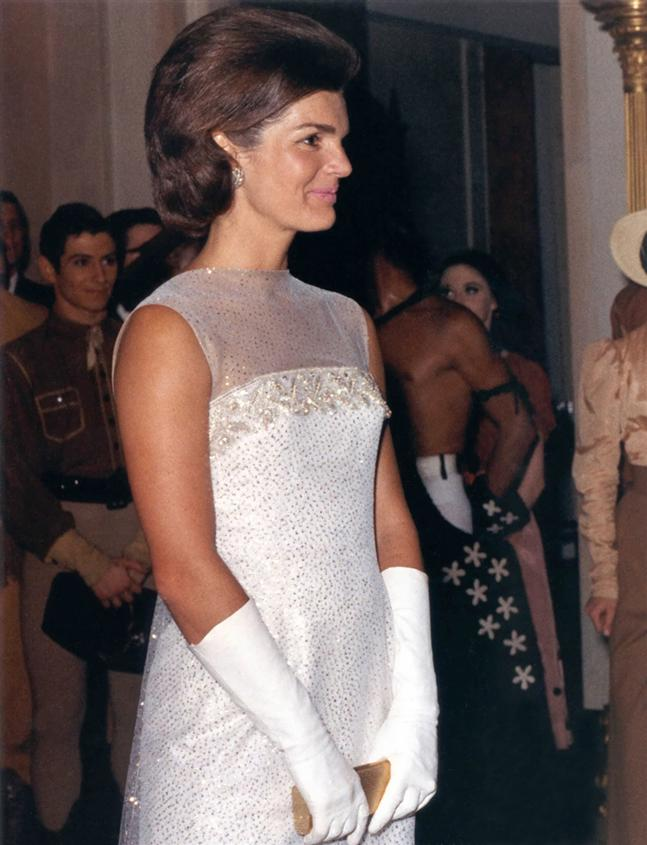
Jacqueline Kennedy Onassis, segunda esposa del magnate.

La relación terminó abruptamente cuando María se hartó de la agitada vida de su pareja, entre la farándula. Onassis decidió casarse entonces con Jacqueline Kennedy, viuda del expresidente de los Estados Unidos John F. Kennedy, el 20 de octubre de 1968. Jacqueline insistió en casarse para no escandalizar a sus hijos de corta edad, a lo que el magnate accedió. Se estableció un acta matrimonial secreta que declaraba que en caso de muerte del marido o divorcio, Jacqueline Kennedy recibiría la tercera parte de su fortuna y bienes. Onassis la firmó sin imaginar lo que su mujer pretendía en realidad.
Pasado un tiempo, Jacquie evidenció tener gustos extravagantes y costosos que un afligido Onassis debía satisfacer a costa de elevadas sumas de dinero, recursos y personal a su servicio; pronto se hastió de ella. Por ejemplo, para el desayuno matinal, el avión personal de Onassis debía volar más de 300 km en la mañana, a una isla cercana a la isla de Skorpios, para traer un tipo de pan que a Jacquie le encantaba para su desayuno; encargaba leche fresca de vacas griegas para tomar baños. Además, siguiendo el estilo que tuvo en la Casa Blanca cuando era primera dama, cambió suntuosos y elaborados decorados por arreglos aún más costosos y a gusto de ella, haciendo desaparecer cualquier huella de María Callas en su residencia. Jacquie pasaba la mayor parte del tiempo de compras y la vida era vacía para Onassis.
Pronto Onassis se fastidió de su cada vez más costosa esposa y volvió sus ojos nuevamente a María Callas. En repetidas ocasiones afirmó que María fue el amor más grande de su vida, hecho evidenciado por lo poco que duró la felicidad en su matrimonio con Jacqueline, unión que intentó disolver de manera temprana. Sin embargo, María, quien había quedado devastada y herida por la ruptura, se negó a volver con Onassis, hecho que le provocó una depresión y elevó su consumo de tabaco.

### Muerte
El 23 de enero de 1973, su hijo Alexander Onassis, de veintitrés años y principal heredero, fallecía en un accidente de aviación, lo que lo sumió en una profunda depresión, de la que nunca se sobrepuso.
Onassis murió a los 69 años el 15 de marzo de 1975 en el Hospital Americano de París de Neuilly-sur-Seine, Francia, de insuficiencia respiratoria, una complicación de la miastenia grave que había padecido durante los últimos años de su vida. Onassis fue enterrado en su isla de Skorpios en Grecia, junto a su hijo, Alexander, y su hermana, Artemis. El testamento de Onassis estableció una fundación benéfica en memoria de su hijo, la Alexander S. Onassis Public Benefit Foundation, que recibió el 45% del patrimonio de Onassis. El resto de su patrimonio quedó en manos de su hija Christina. Desde entonces, la parte de Christina ha pasado a manos de su única hija, Athina Roussel, lo que convirtió a Athina en una de las mujeres más ricas del mundo.
Jacqueline Onassis también recibió su parte de la herencia, con un acuerdo de 10 millones de dólares (26 millones de dólares según otras fuentes), que fue negociado por su cuñado Ted Kennedy. Según se informa, esta cantidad crecería hasta varios cientos de millones, bajo la administración financiera de su compañero, Maurice Tempelsman.
El Boeing 727 que transportó los restos de Onassis fue adquirido posteriormente por 100.000 dólares por un ingeniero eléctrico estadounidense y convertido en una residencia privada poco convencional en Hillsboro, Oregón.
Onassis ha dejado un vasto legado en sus emprendimientos navieros, así como el más importante, la creación de la Fundación Onassis, promotora del comercio internacional, al igual que de la cultura helénica en los jóvenes del mundo.